# Periophthalmus
Genre
Periophthalmus est un genre de poissons de la famille des Gobiidés appelés Périophthalmes, aussi appelés Poissons grenouilles, Gobies sauteurs, Gobies marcheurs et Sauteurs de vase. Ils sont capables de vivre provisoirement à l'air libre, sur la vase, les rochers du bord de mer ou les branches de la mangrove où ils se nourrissent d'insectes et de petits invertébrés.

## Origine et classification
Le périophtalme (du genre Periophthalmus) fait partie de la sous-famille des Oxudercinae et de la famille des Gobiidae dans l'ordre des Gobiiformes (classe des Actinopterygii) .

## Anatomie

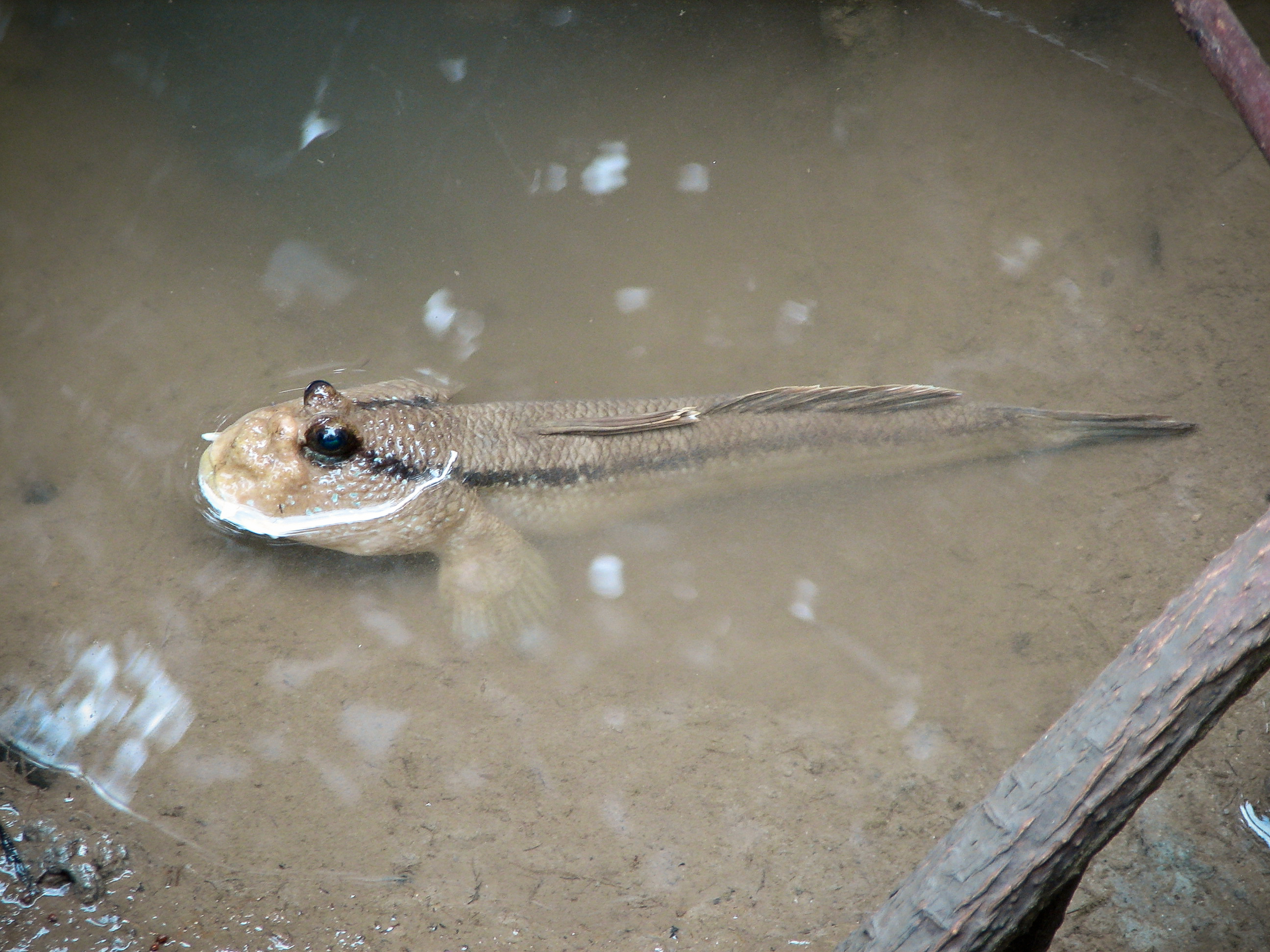
Périophthalmus spilotus dans des eaux superficielles, parc national de Khao Sam Roi Yot, Thaïlande.

Le périophtalme fait partie du groupe des actinoptérygiens et des vertébrés. Il possède une colonne vertébrale osseuse. Son corps est allongé et comprimé à l’arrière. Il est recouvert d'environ 60 à 100 écailles cycloïdes, voire dentelées. Il possède un spectre de couleurs très variées, variant selon les espèces, l’âge, la taille et le sexe. Sa robe est souvent striée de blanc, gris, noir ou marron. Les caractères sexuels sont surtout présents dans les détails des nageoires, les périophtalmes n’ayant pas un dimorphisme sexuel aigu.

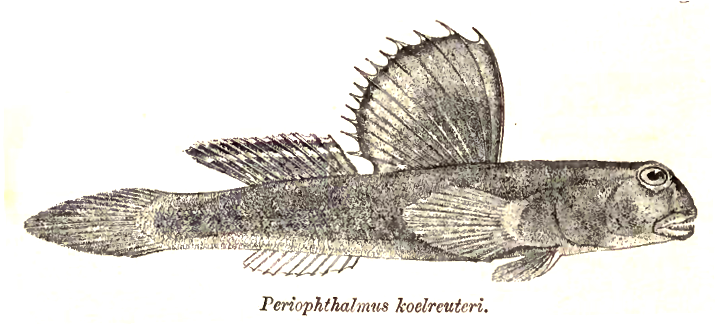
Periophthalmus barbarus

Le dessus de la tête est comprimé par des écailles derrière les yeux et sur l'opercule. Les yeux sont rapprochés et proéminents au-dessus du profil dorsal. Les paupières inférieures sont assez larges, adaptées à ses yeux de grande taille. Quant au museau, il est émoussé et à peu près aussi long que l'œil. La narine antérieure est située dans un tube dans un lobule triangulaire au-dessus de la lèvre supérieure. La bouche est horizontale avec deux mâchoires égales et les dents sont placées en une seule rangée inégale, avec les dents antérieures plus ou moins caninoïdes. Il a une langue arrondie, presque totalement collée au plancher de sa bouche. 
Le périophtalme a des ouvertures branchiales étroites et placées avant les trois quarts inférieurs de la nageoire pectorale avec un isthme large. Ses nageoires dorsales sont rapprochées. La première nageoire dorsale présente de 8 à 17 rayons. La seconde nageoire dorsale et anale en présente de 10 à 14. Les nageoires ventrales sont uniquement unies à leurs bases, ne sont pas coniques, avec des rayons complètement séparés. On observe chez le Gobie Marcheur une membrane basale basse et conique. Les nageoires pectorales, semblables à des pattes, présentent une base musclée et puissante qui permet au poisson de soutenir son propre poids et de se déplacer sur la terre ferme. La nageoire caudale est asymétrique, avec les rayons dorsaux oblongs plus longs que les rayons ventraux. Sa taille varie entre 12 et 30 cm dans la nature, mais dépasse rarement les 25 cm en captivité.

## Système respiratoire
La respiration du périophtalme est bimodale : il peut respirer tantôt dans l’eau (respiration aquatique), tantôt dans l’air (respiration aérienne). Ce type de respiration convient au poisson, qui a l’habitude de chercher sa nourriture plus loin dans les biotopes des mangroves boueuses. 
Il respire grâce à des branchies, mais il possède également une respiration cutanée — il respire par la peau comme les grenouilles. Sa respiration s’effectue alors par des échanges gazeux à travers le tégument et certaines muqueuses riches en vaisseaux sanguins. Ces tissus épithéliaux qui rendent sa peau « gluante », permettent une respiration cutanée complémentaire de la respiration branchiale dans l'eau comme dans l'air.
La respiration cutanée couvre la majorité de ses besoins à l'air libre. Elle est possible grâce à certaines zones tégumentaires et des cavités spéciales dans ses branchies qui lui permettent de stocker l'eau et de fournir un apport d'oxygène via les papilles richement vascularisées de sa cavité buccale et de sa gorge. Lorsqu’il est hors de l’eau, le périophtalme cligne des yeux régulièrement. En fait, cette activité agite l’eau qui est contenue autour de ses branchies et lui permet de s’oxygéner.

## Habitat et répartition
Le périophtalme a pour environnement les mangroves (d’où son surnom de « gobie des mangroves ») et les eaux saumâtres. Il fréquente les zones marécageuses des zones intertropicales de l’Afrique de l’ouest (dans l’océan Atlantique, depuis le Sénégal jusqu'en Angola) de l'Asie et du Pacifique (notamment la Nouvelle-Calédonie). On trouve également des cas dans l’Océan Indien ; cela inclut l’Inde, la Papouasie-Nouvelle-Guinée et l’Australie, par exemple. Il vit dans les zones côtières, pourvues d’une température relativement chaude, d’environ 26-30 °C, et d'une eau alcaline de pH 8 ou supérieur ; il préfère les eaux moyennes et superficielles aux eaux plus profondes. Il s’adapte aussi bien aux eaux douces que salées, ce qui permet sa survie lors des changements en salinité de l’eau de la mangrove. Il passe la plupart de son temps sur terre, en particulier dans les estuaires boueux. Il est capable de se déplacer en dehors de l’eau grâce à ses nageoires pectorales, qui sont semblables à des pattes.

## Alimentation
Le périophtalme est piscivore. Les adultes se nourrissent principalement de petits crustacés et de mollusques. Ils mangent des insectes et des vers, terrestres ou marins, comme les oligochètes, les annélides ou les plathelminthes. 

## Capacités

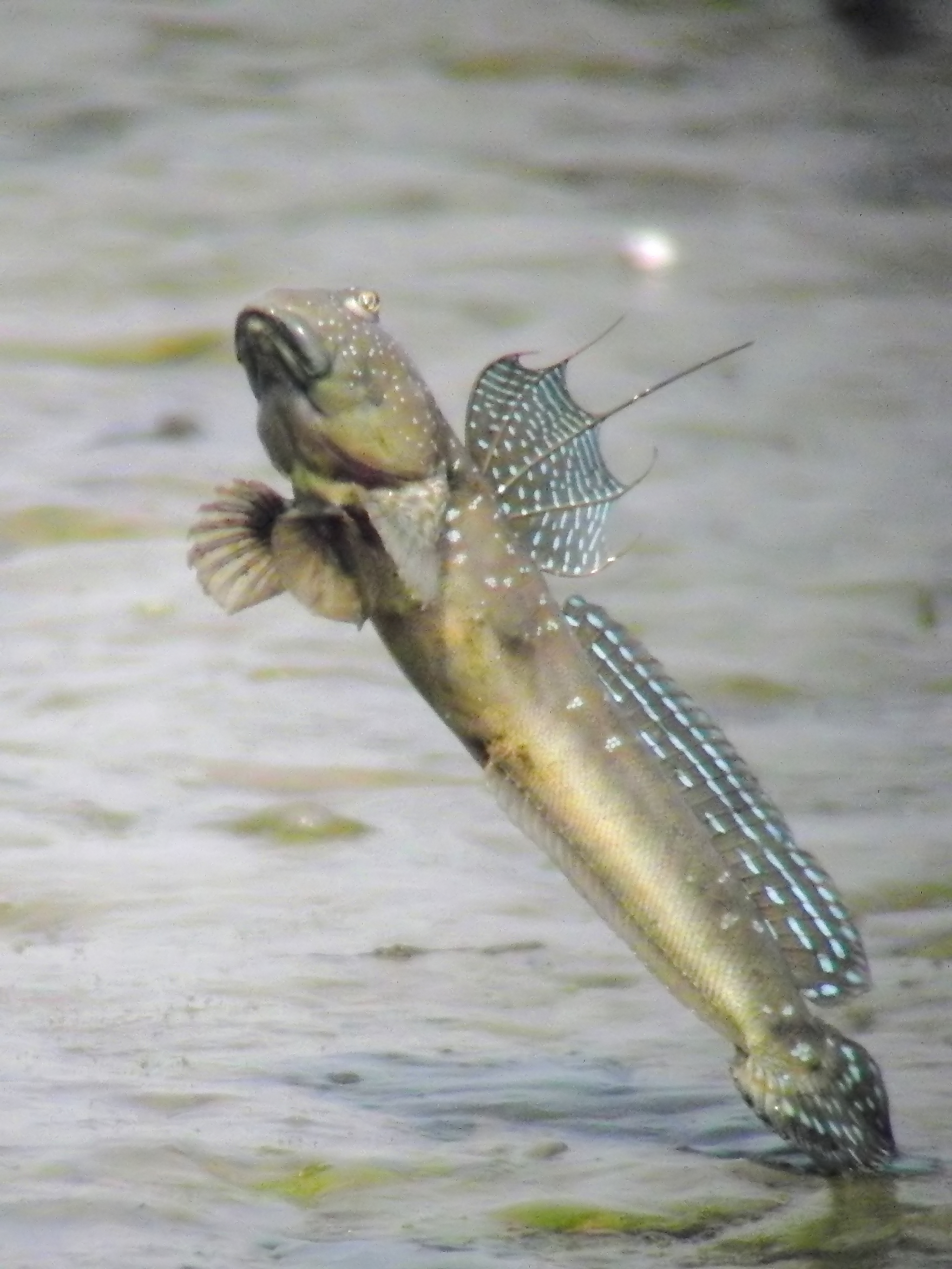
Un périophtalme bondissant à la surface de l’eau.

Le périophtalme peut rester en dehors de l’eau jusqu’à deux jours et demi. Par contre, il doit replonger pour survivre à cause de l’effet de la forte chaleur du soleil équatorial sur sa peau écailleuse. Il peut se déplacer sur la terre ferme (d’où son nom de Gobie marcheur). Sur terre, la boue dans laquelle il aime se rouler lui permet de garder une température corporelle adaptée, ainsi que de ne pas se dessécher. Son nom de Gobie sauteur provient du fait qu’il exécute des bonds spectaculaires pour sa petite taille sur la boue et le sable. Ses nageoires pelviennes sont réunies en une ventouse ventrale, grâce à laquelle il accroche et rampe aux troncs d’arbres pour attraper ses proies. Cette ventouse lui permet également de rester fixé sur une surface verticale. 
Le Poisson grenouille sort de l’eau de la mangrove et peut grimper dans les basses branches des palétuviers grâce à sa nageoire caudale ; ses yeux ont une structure double, lui permettant de voir nettement sous l'eau et au-dessus, avec un large champ de vision. Ses yeux protubérants peuvent s’orienter vers n’importe quel angle et de manière indépendante l'un de l'autre.

## Cycle de vie et reproduction

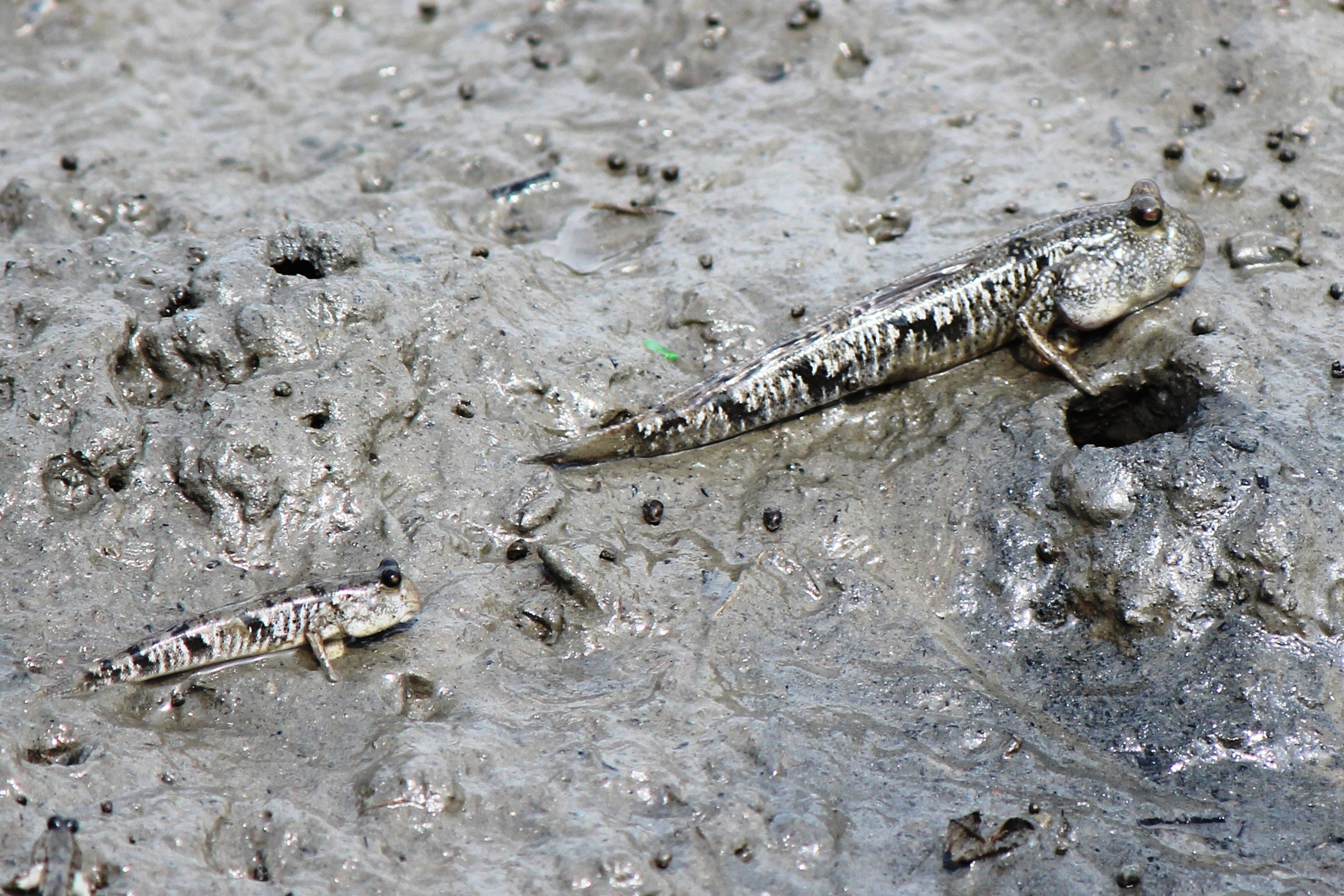
Un périophtalme femelle et son petit à côté d’un terrier de boue.

Comme de nombreux animaux, le périophtalme mâle cherche à impressionner les femelles pour pouvoir s’accoupler. La parade nuptiale s’étend sur une longue période, évitant les périodes de marée montante, où le poisson se met à sauter sur place pour montrer ses belles nageoires . Parfois, il se bat avec un autre mâle qui se trouve aux alentours. C’est en effet un poisson extrêmement territorial, qui devient agressif si un autre poisson se manifeste sur son territoire. Pendant ce temps, le périophtalme femelle crée des terriers de boue sur les berges de la mangrove afin de se reproduire .
Le périophtalme est un poisson amphibie, doté de puissantes capacités physiques, ce qui lui permet de creuser des cavités suffisamment profondes, en forme de « U ». Il parvient à dégager la boue en la stockant dans sa bouche, puis une fois arrivé à la surface, en l’expulsant en petits amas. Il prend sa respiration avant de replonger une nouvelle fois dans sa galerie. Cette tâche est longue et éprouvante, sachant que la marée ne facilite pas le travail en bouchant les trous creusés au préalable. Cependant, elle est nécessaire . Le périophtalme, grâce à cette galerie souterraine, peut alors se protéger du soleil. Couvert de boue, il entre en condition d’hibernation, dans un procédé appelé cryptobiose et peut ainsi se protéger des températures agressives . 
En plus de cela, ces tunnels forment à leur fin une sorte de chambre forte, permettant au poisson de stocker ses œufs précieusement, à l’abri d’éventuels prédateurs marins ou terrestres. Ils peuvent donc s’oxygéner pour se développer correctement. Seulement, l’eau remonte vite, et le périophtalme doit stocker de l’air dans ses poumons pour pouvoir le rejeter dans la caverne et alimenter ses œufs en oxygène. Tout porte à croire que les jeunes sont indépendants dès l’éclosion, mais cela n’est pas sûr, les cavités boueuses étant difficiles à observer. 
La durée de vie moyenne d’un périophtalme varie de 5 à 8 ans.

## Lien avec l’Homme
Sa pêche est considérée comme sans intérêt pour la FAO. Le périophtalme est recensé en LC (least concern en anglais, c'est-à-dire préoccupation mineure) sur la Liste rouge de l’UICN. Il n’est pas en voie de disparition, car son habitat n’est pas fréquenté par l’Homme et ce dernier ne le persécute pas ; ainsi il se développe correctement. De plus, ne rencontrant pas de menaces environnementales ni de prédateurs agressifs, le périophtalme assure une descendance solide.

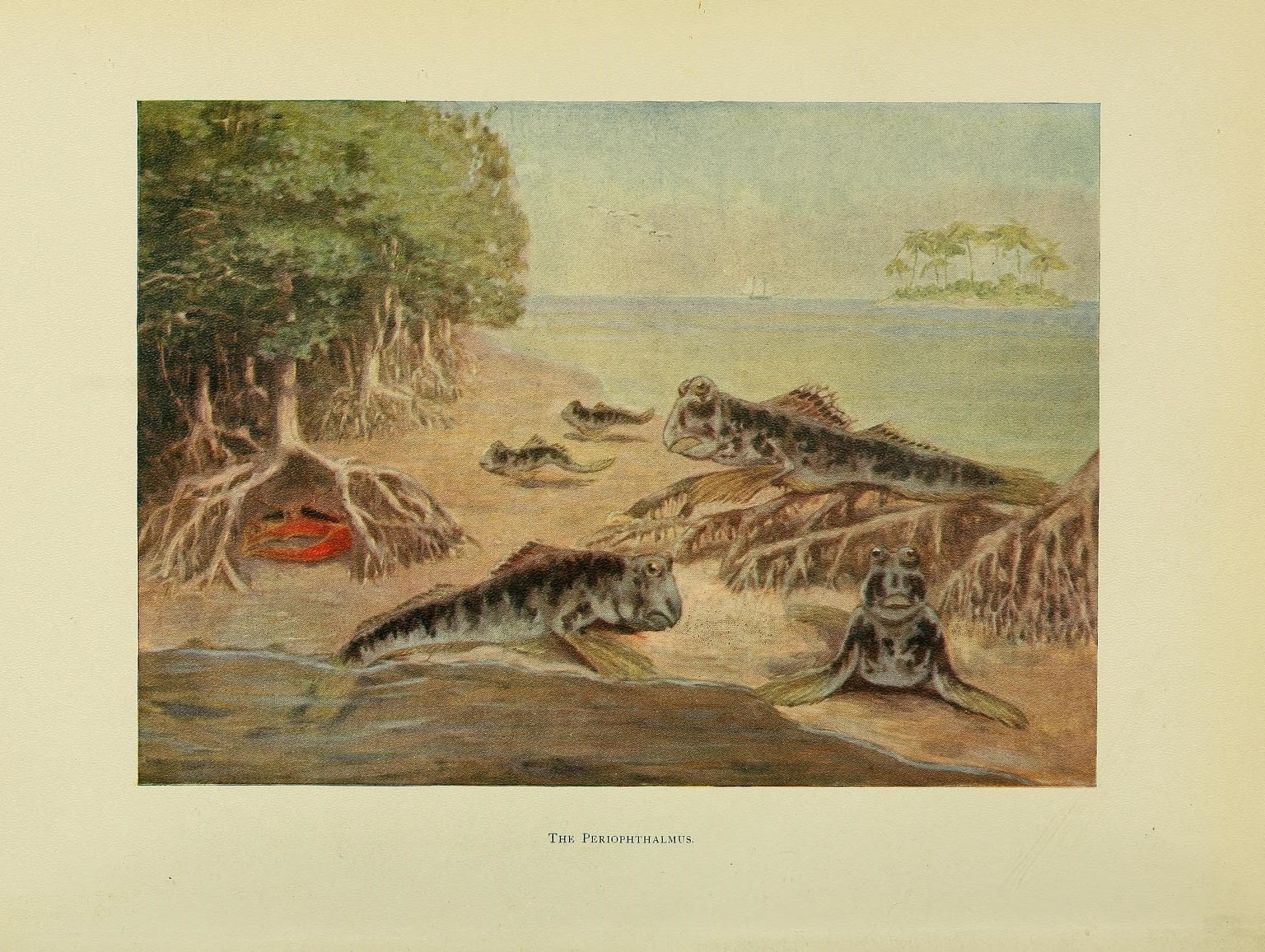
Illustration de périophtalmes datant du début du xxe siècle

Le périophtalme n’a pas été un sujet d’étude populaire pour les scientifiques. Les informations à son sujet sont souvent incertaines, car les observations effectuées sont très limitées. Seuls quelques scientifiques, notamment Brillet de 1969 à 1976, se sont intéressés au périophthalme. 
L’homme a su préserver le périophtalme, en ne détruisant pas l’écosystème dans lequel il vit et en introduisant l’espèce dans des réserves ou aires marines, au Sénégal, par exemple, et dans des zoos et aquariums.

## Étymologie
Periophtalme vient de peri « autour de » et ophtalmo « œil ». En effet, les yeux de ce poisson, en plus d’être saillants sont très mobiles, lui permettent de voir à 360° — comme les mouches —, aussi bien sous l’eau que sur terre. 

## Liste des espèces
Selon World Register of Marine Species (17 déc. 2015) :
- Periophthalmus argentilineatus Valenciennes in Cuvier et Valenciennes, 1837[1]
- Periophthalmus barbarus Linnaeus, 1766
- Periophthalmus chrysospilos Bleeker, 1852
- Periophthalmus darwini Larson & Takita, 2004
- Periophthalmus gracilis Eggert, 1935
- Periophthalmus kalolo Lesson, 1831
- Periophthalmus malaccensis Eggert, 1935
- Periophthalmus minutus Eggert, 1935
- Periophthalmus modestus Cantor, 1842
- Periophthalmus novaeguineaensis Eggert, 1935
- Periophthalmus novemradiatus Hamilton, 1822
- Periophthalmus spilotus Murdy et Takita, 1999
- Periophthalmus takita Jaafar & Larson, 2008
- Periophthalmus variabilis Eggert, 1935
- Periophthalmus walailakae Darumas et Tantichodok, 2002
- Periophthalmus waltoni Koumans, 1941
- Periophthalmus weberi Eggert, 1935

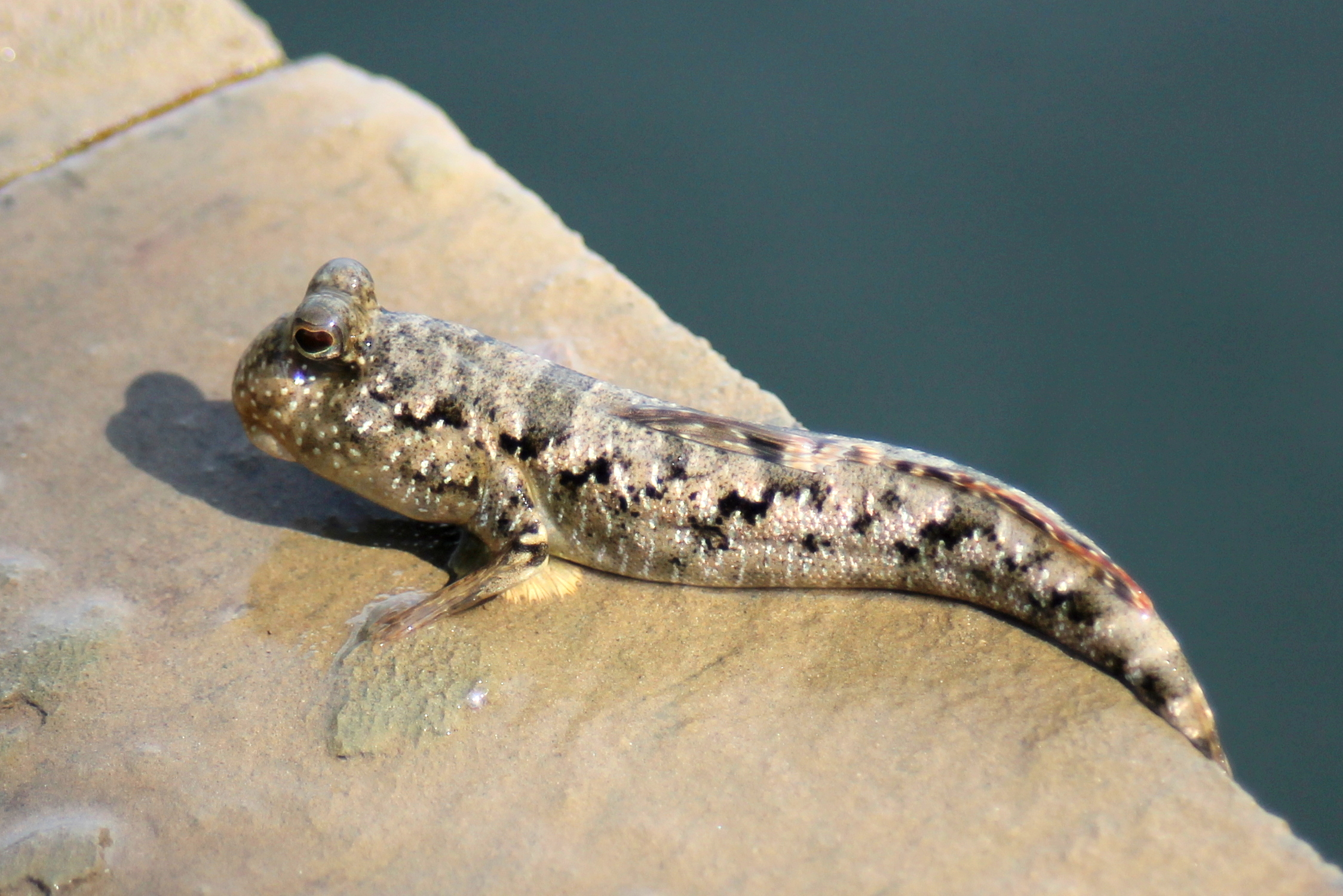
Periophthalmus argentilineatus
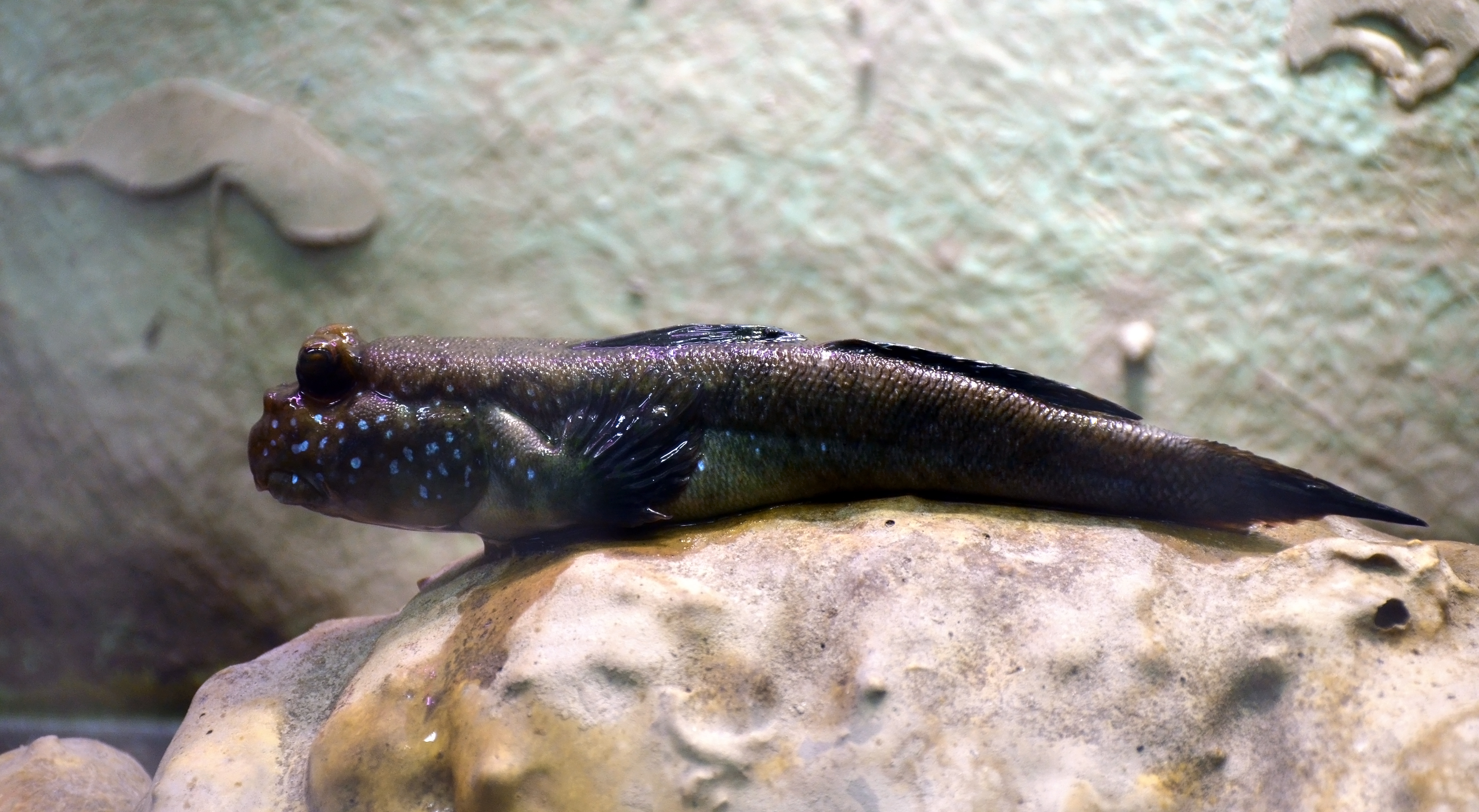
Periophthalmus barbarus
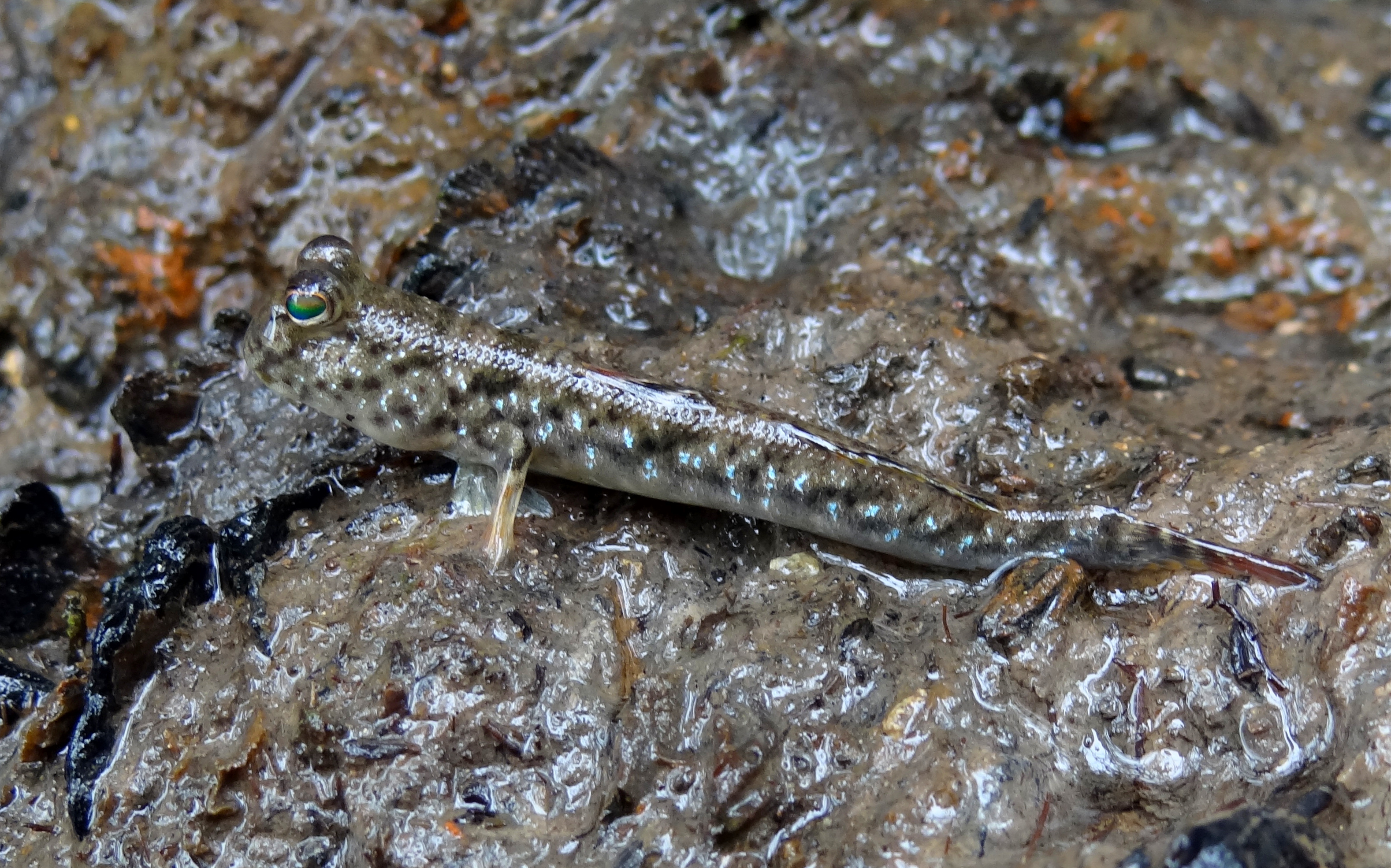
Periophthalmus gracilis
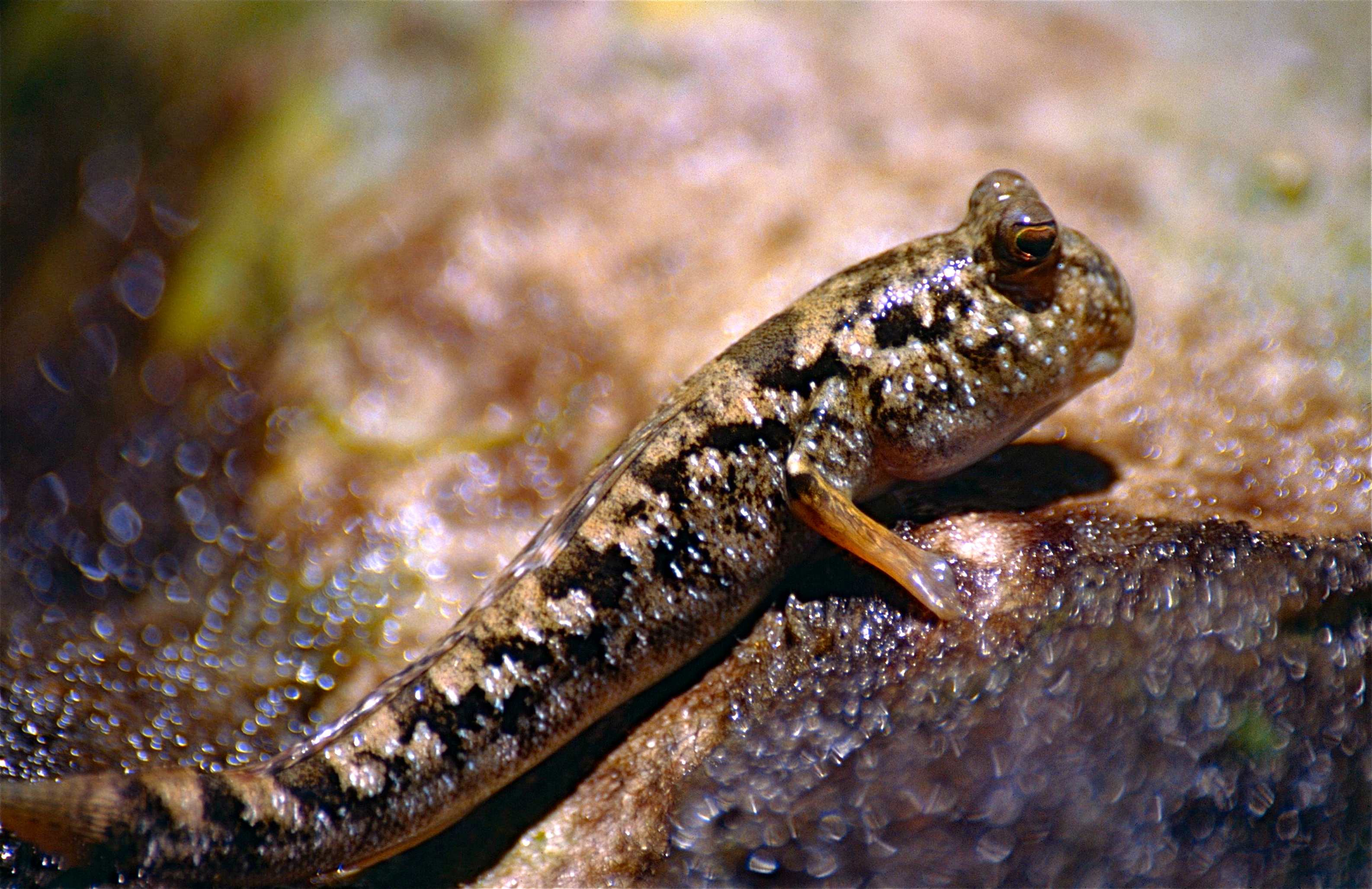
Periophthalmus kalolo
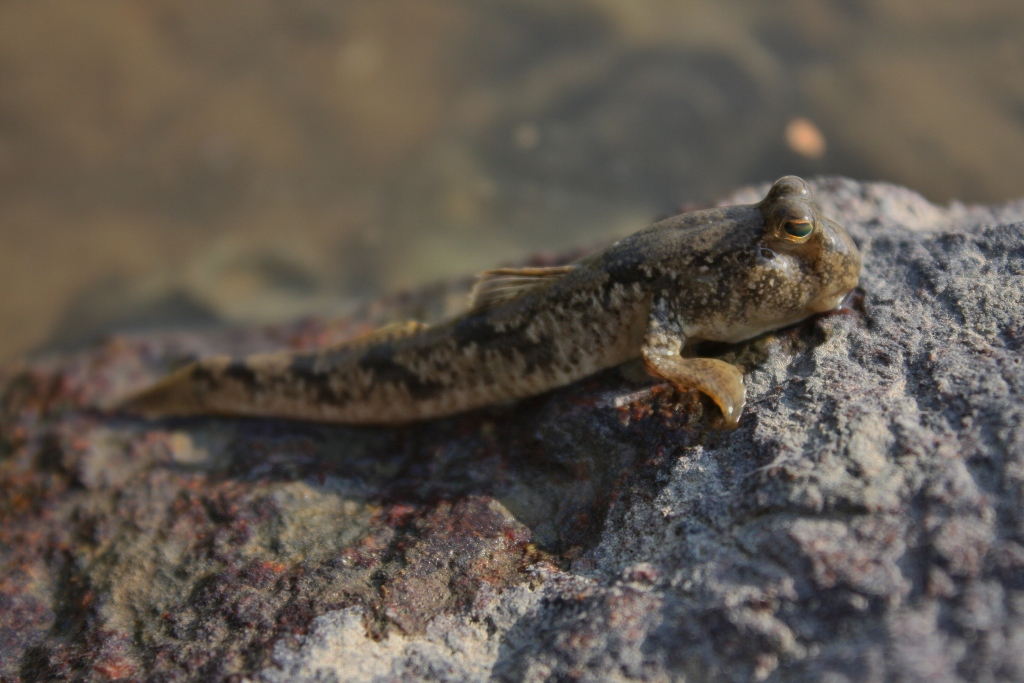
Periophthalmus modestus
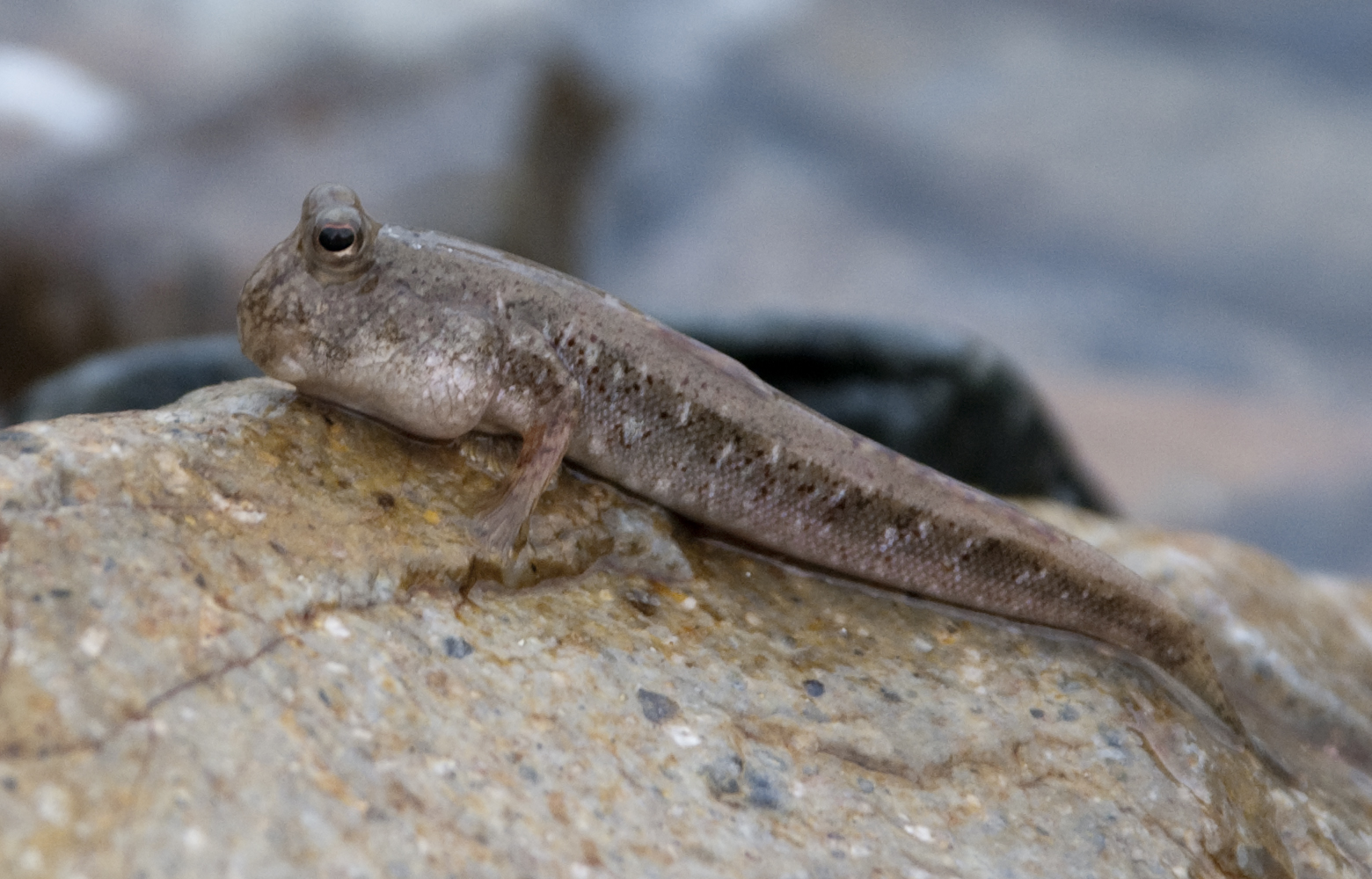
Periophthalmus novaeguineaensis
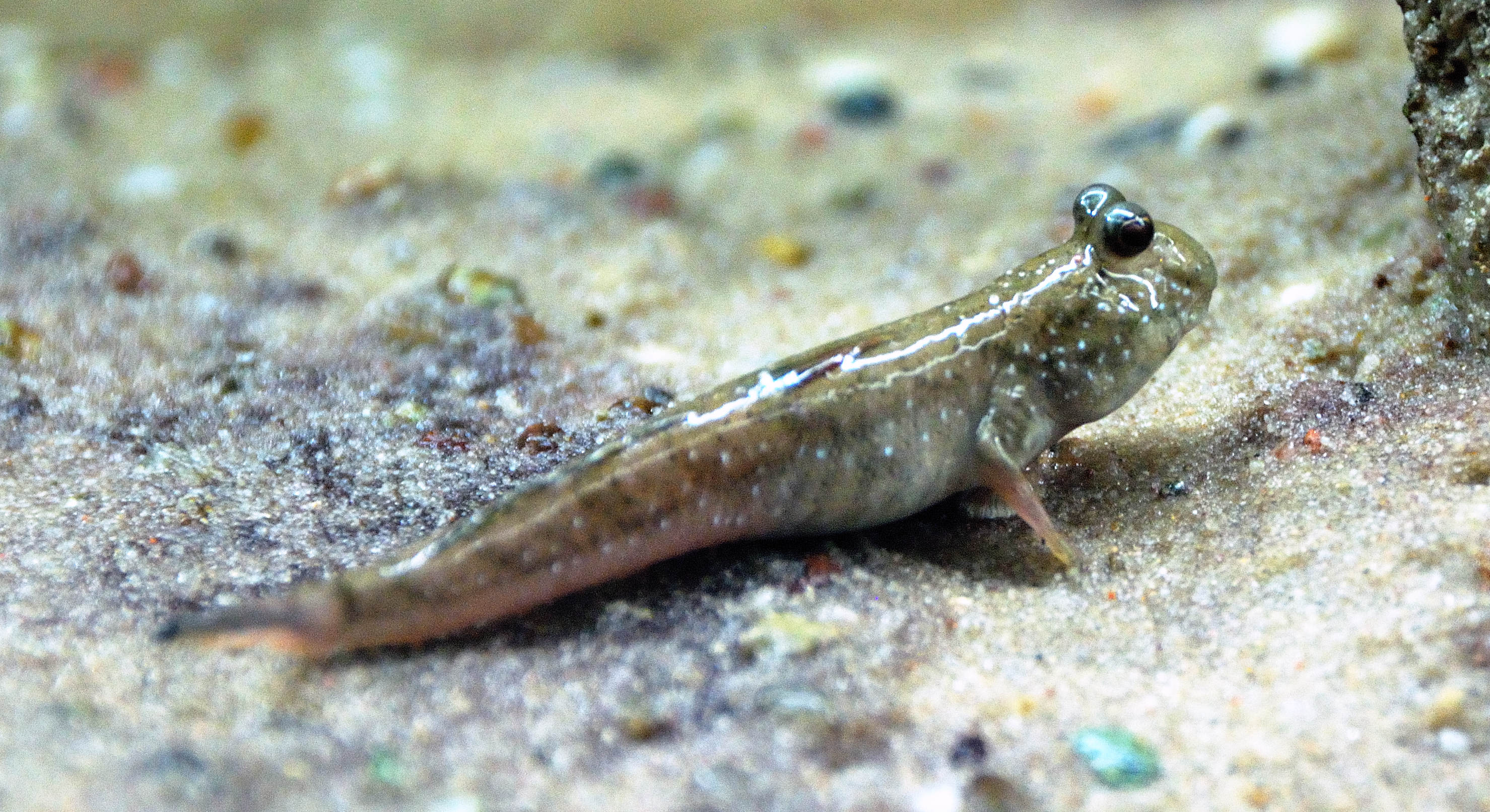
Periophthalmus novemradiatus